# Antreprenoriat
Antreprenoriatul este crearea sau extragerea de valoare 
Cu această definiție, antreprenoriatul este privit ca o schimbare, în general implicând riscuri dincolo de ceea ce se întâlnește în mod normal la începerea unei afaceri, care poate include alte valori decât cele pur economice.
Antreprenoriatul reprezintă un proces ce constă în identificarea și urmărirea unei oportunități de afaceri, în scopul valorificării acesteia.
Se referă la procesul de creare a unei noi valori (materiale sau spirituale) printr-un efort angajat, ținând cont de riscurile implicate. Cuvântul antreprenoriat este derivat din cuvântul francez „entrepreneurs” care înseamnă „angajament”.

## Istoric
Antreprenoriatul a început să fie recunoscut în timpul monarhului francez Ludovic al XIV-lea care obișnuia să afirme că „burghezii și meșteșugarii vor deveni artizanii bogăției”. De-a lungul timpului mai multe instituții naționale și internaționale având ca principală activitate studierea mediului și a comportamentului antreprenorial au definit antreprenorul astfel: „Un antreprenor este o persoană care, pe baza unor clauze și condiții contractuale, se obligă să presteze în favoarea altei persoane și organizații, diverse lucrări (industriale, de construcții, etc.) în schimbul unei recompense dinainte stabilite. De obicei, aceste lucrări sunt părți componente ale unui proiect.” sau „Antreprenorul care contractează cu subantreprenori părți din lucrarea pentru care s-a angajat față de beneficiar, se numește antreprenor principal. Răspunderea pentru întregul proiect ii aparține antreprenorului principal. Contractul prin care antreprenorul se obligă față de beneficiar să execute un anumit proiect se numește contract de antrepriză..” Cea de-a doua definiție este mai puțin cuprinzătoare, dar introduce concepte noi privind activitatea unui antreprenor.

## Semnificația conceptului de antreprenor și antreprenoriat.
Conform DEX, expresia „antreprenor” este de proveniență franceză și pune accent pe funcția primară a antreprenorului: „Antreprenor, -oare, antreprenori, -oare, s.m. si s.f. Persoană care conduce o antrepriza – Din fr. entrepreneur”. 
În sensul modern al economiei de piață, un antreprenor este un agent economic care adoptă un comportament activ și novator, care acceptă deliberat riscuri financiare pentru a dezvolta proiecte noi. În acest sens, un număr semnificativ de societăți acordă o mare atenție și recunoaștere antreprenorilor, în mare parte și datorită aportului pe care îl aduc aceștia la evoluția mediului antreprenorial și a influenței pe care o au asupra indicatorilor macroeconomici.
Recunoaștera valorii antreprenorilor – prin antreprenor înțelegându-se un concept foarte asemănător cu cel cunoscut astăzi – datează încă din secolul al XVIII-lea în Franța, când economistul Richard Cantillona asocia asumarea de riscuri în economie cu antreprenoriatul. În Anglia, în jurul aceleiași perioade Revoluția Industrială își făcea simțită prezența, iar antreprenorii beneficiază de primele oportunități de a juca un rol din ce în ce mai vizibil în transformarea și valorificarea resurselor; se înregistrează primele influențe asupra indicatorilor macroneconomici.
Joseph Schumpeter (1934), considerat de unii un geniu al economiei secolului XX, spunea: „În antreprenoriat există o înțelegere pe care o facem în legatură cu un anumit tip de comportament care include: inițiativă, organizarea și reorganizarea mecanismelor socio-economice și acceptarea riscului și a eșecului”. Antreprenoriatul ca subiect de discuție și analiză a fost introdus de economiști în secolul al XVIII-lea și a continuat să atragă interesul economiștilor în secolul al XIX-lea.
Pentru a completa lista de informații despre activitatea și calitățile care impulsionează rezultatele antreprenorilor s-au întreprins numeroase studii. Concluzia comună a acestora a fost că toți antreprenorii de succes prezentau următoarele calități: controlul interior, capacitatea de planificare, asumarea riscurilor, inovația, folosirea feedback-ului, luarea deciziilor, independența. Această listă se află între-un proces de îmbunătățire continuă prin adăugarea de noi caracteristici.
În viziunea reprezentanților școlii behavioriste, cea care acordă cea mai mare atenție elementelor ce caracterizează antreprenorii, principalele aspecte care le sunt specifice sunt acelea de: inovatori, lideri, asumatori de riscuri, independenți, creatori, tenaci, energici, originali, optimiști, orientați spre rezultate, flexibili, materialiști, însă un progres remarcabil în ceea ce privește abordarea conținutului muncii și a caracteristicilor antreprenorului realizează Jacques Fillon . În unul din ultimele sale studii el realizează o abordare integratoare deosebit de interesantă și utilă a activităților și caracteristicilor specifice antreprenorilor .
Alte caracteristici ale antreprenorilor sunt următoarele:
Determinare și perseverență: Mai mult decât oricare alt factor, dedicarea totală către succes ca antreprenor poate depăși obstacolele. Determinarea puternică și perseverența pot face un antreprenor să facă față oricăror greutăți pe care alte persoane le-ar considera insurmontabile și chiar pot compensa lipsa de experiență și de îndemânare a personalului angajat.
Dorința de a câștiga: Antreprenorii examinează o situație, determină cum își pot mări șansele de câștig și trec mai departe. Ca rezultat riscurile considerate mari de persoanele obișnuite sunt riscuri mari pentru antreprenori.
Căutarea feedback-ului: Antreprenorii eficienți sunt adesea descriși ca având capacitatea de a învăța repede și dorința puternică de a ști cât de bine se descurcă și cum își pot îmbunătați rezultatele. Feedback-ul este important deoarece antreprenorul este dispus să învețe din greseli și din experiențele anterioare.
Rezolvarea problemelor persistente: Antreprenorii nu sunt intimidați de situații dificile. Încrederea în sine și optimismul general îl fac să vadă imposibilul ca pe ceva ce doar necesită mai mult timp pentru a fi rezolvat. Problemele simple îl plictisesc, antreprenorii sunt extrem de persistenți însă sunt realiști în a aprecia ceea ce pot și ceea ce nu pot să facă și unde au nevoie de ajutor pentru rezolvarea unor probleme dificile, dar de neevitat.
Inițiativă și responsabilitate: Antreprenorii au fost întotdeauna considerați persoane independente, ei caută și preiau inițiativa, se pun în situații în care sunt personal răspunzători pentru succesul sau eșecul întregii operațiuni. Le place să se implice în probleme în care impactul lor personal să poată fi măsurat.
Orientare spre oportunități: Un lucru care îi diferențiază clar pe antreprenori este concentrarea spre oportunitate mai mult decât spre resurse, structură sau strategie. Când se hotărăsc să întreprindă o acțiune o fac într-un mod calculat, încearcă să facă totul pentru a obține cât mai multe șanse de câștig, dar evită să-și asume riscuri ce nu sunt necesare.
Toleranță pentru eșec: Antreprenorii folosesc eșecul ca pe o experiență din care pot învăța ceva. Cei mai eficienți antreprenori sunt cei care se așteaptă la dificultăți și nu sunt dezamăgiți, descurajați sau deprimați de un eșec.
Încredere în sine și optimism: Deși antreprenorii întâmpină adesea obstacole majore încrederea în abilitățile personale îi determină să le depășească și îi face pe ceilalți să-și mențină propriul optimism.
Realizarea de viziuni: Antreprenorii știu unde vor să ajungă. Ei au o viziune sau concept despre ceea ce vor să fie firma lor. De exemplu, Steve Jobs de la Apple Computers dorește ca firma sa să producă microcomputere ce pot fi folosite de oricine, de la copiii din școli până la oamenii de afaceri. Nu toți antreprenorii au viziuni predeterminate pentru firmele lor, unii își dezvoltă viziunea în timp, conștientizând ce este firma și ce poate ajunge. 
Nivelul mare de energie: Cantitatea mare de munca depusă de antreprenori presupune din partea acestora existența unei energii superioare. Mulți antreprenori își dozează cantitatea de energie monitorizând cu grijă ce mănâncă, ce beau, fac exerciții fizice și știu când să se retragă pentru relaxare. 
Creativitatea și spiritul de inovație: Creativitatea a fost privită timp îndelungat ca ceva genetic, cu care te naști și nu o poți dobândi. Una dintre teoriile celebre apărute spre sfârșitul secolului al-XX lea afirmă că aceasta poate fi învățată.
Independența: Frustrarea în fața sistemelor birocratice, împreună cu dorința de a face o „diferenta” îi face pe antreprenori niște persoane foarte independente care doresc să facă lucrurile în felul lor. Totuși antreprenorii nu iau toate deciziile, ci doresc ca autoritatea să le ia pe cele importante.
Lucrul în echipă: Dorința de independență și autonomie nu îl oprește pe antreprenor să dorească lucrul în echipă. De fapt în timp ce antreprenorul știe clar unde se află firma (sau unde ar dori să se afle) personalul se ocupă de activitățile de „zi cu zi” din firmă.
Abilități manageriale: Aceasta nu reprezintă o caracteristică absolut necesară a antreprenorilor însă este important de știut că un antreprenor de succes are nevoie și de acest tip de cunoaștere.
Antreprenorul este un actor principal și un simbol al economiei de piață. Rolurile și contribuția antreprenorilor se amplifică substanțial, simultan cu manifestarea lor pe plan calitativ superior, ceea ce se reflectă în revoluția antreprenorială actuală, care potrivit afirmațiilor a numeroși specialiști, va ajunge la apogeu în secolul XXI, generând multiple mutații, unele încă dificil de imaginat în prezent.
În societățile dezvoltate, pentru a permite accesul noilor domenii, multe universități dezvoltă adevărate incubatoare de afaceri, care sunt puse la dispoziția antreprenorilor, pentru a avea posibilitatea de a experimenta și verifica noile teorii de business.

## Elemente
Antreprenoriatul este un act de a fi antreprenor , sau „proprietarul sau managerul unei întreprinderi comerciale care, prin risc și inițiativă, încearcă să obțină profit”. Antreprenorii acționează ca manageri și supraveghează lansarea și creșterea unei întreprinderi. Antreprenoriatul este procesul prin care fie o persoană, fie o echipă identifică o oportunitate de afaceri și dobândește și desfășoară resursele necesare exploatării acesteia.
Exploatarea oportunităților antreprenoriale poate include
- Elaborarea unui plan de afaceri
- Angajarea resurselor umane
- Obținerea de resurse financiare și materiale
- Posturi de conducere
- Fiind responsabil atât pentru succesul, cât și pentru eșecul întreprinderii
- Aversiunii față de risc.

## Forme
Cele mai frecvente forme de antreprenoriat sau muncă pe cont propriu sunt: formele de activitate comercială cu licență sau forma companiilor comerciale. Principala diferență între cele două forme este că un comerciant (persoană fizică) face afaceri pe cont propriu și are nevoie de autorizație comercială, în timp ce o companie (persoană juridică) face afaceri în contul companiei, adică pentru toți patronii săi. În acest caz va fi nevoie de autorizația comercială a fondatorilor și de un contract legal încheiat între aceștia. 

### Activități cu autorizație comercială
O activitate cu autorizație comercială este cea mai simplă modalitate de a începe o afacere. Trebuie solicitată o autorizție comercială care să confere dreptul de a face afaceri într-un anumit domeniu. Există diferite cerințe pentru fiecare tip de activitate comercială (toate necesită probitate): 
Comerț liber
Nu este necesară o calificare specifică, ci numai un extras de cazier judiciar (aceste activități includ, de exemplu, activitatea obișnuită de vânzare sau activități intermediare diverse).
Activități meșteșugărești
Este necesară ucenicia sau alte cursuri specifice de învățământ și pregătire profesională sau 6 ani de experiență în activitățile sau ocupațiile respective (exemplu: tâmplaria, fierăria, activitățile mecanice, zidăria, tinichigeria, serviciile cosmetice).
Activități reglementate
Pe lânga calificările adecvate există cerințe suplimentare definite în diverse regulamente (exemplu: contabilitatea, montajul, repararea și controlul aparatelor electrice, producția chimică, optică, serviciile de masaj, consilierea psihologică etc.). 
Tipurile de activități enumerate mai sus se numesc activități înregistrate. Solicitantul care îndeplinește cerințele specifice depune documentele relevante la registrul comerțului, care eliberează licența comercială. 
Concesionări
Pentru acestea sunt definite cerințe (inclusiv calificări) prin legi și regulamente. În plus, pe lânga înmatriculare, solicitarea necesită aprobarea din partea unei anume autorități administrative de stat (exemplu: pentru schimbul valutar Banca Națională). În cazul în care aprobarea este acordată, solicitantul primește, pe lângă licența comercială, așa-numita concesionare. Printre exemplele de concesionari se numără: producția, repararea, vânzarea și utilizarea de arme, furnizarea de servicii de comunicații, servicii de taximetrie etc. 

### Antreprenoriatul în forma întreprinderilor comerciale
În cazul în care costurile de începere a afacerii sunt mari, există posibilitatea ca mai mulțe persoane să înființeze o societate comercială. Societăți comerciale se pot constitui în una din următoarele forme: societate în nume colectiv, societate în comandită simplă, societate în comandită pe acțiuni, societate pe acțiuni, societate cu răspundere limitată. 
Cea mai frecventă formă de societate comercială întâlnită este societatea cu răspundere limitată (SRL). Fiecare partener este obligat să facă o depunere de capital de bază, din care vor putea fi plătite datoriile sau alte angajamente financiare în cazul lichidării societății. Acesta este motivul pentru care răspunderea este limitată: societatea este răspunzătoare numai în limita capitalului de bază. Partenerii încheie contractul de parteneriat care menționează, printre altele, suma investită de către fiecare partener și modul în care se va face distribuirea profitului comun. O asemenea societate cu răspundere limitată poate fi de asemenea înființată de către un singur partener. 

## Tipologia formelor mediului antreprenorial
Tabloul economiei contemporane prezintă o mare diversitate de întreprinderi și structuri ale acestora, cu dimensiuni, roluri și caracteristici mult diferite; se regăsesc, simultan, în lume:
- întreprinderi specifice unor moduri de producție precapitaliste și formule ale viitorului;
- întreprinderi care nu au salariați, fiind o altă formulă organizatorică și juridică a locului de muncă și întreprinderi cu sute de mii de salariați;
- întreprinderi care nu au sediu distinct de locuința patronului și întreprinderi care au sedii cu multe nivele în marile metropole;
- întreprinderi care folosesc tehnologii primitive și cele în care roboții industriali înlocuiesc în mare măsură munca oamenilor.

Cele mai cunoscute criterii de clasificare a întreprinderilor este mai jos
După ampreta unui mod de producție se disting
- întreprinderi de tip precapitalist (exploatări agricole tradiționale, activitatea meșteșugarilor independenți);
- întreprinderi de tip capitalist (ex: societatea pe acțiuni);
- întreprinderi de tip precapitalist (ex: cooperativele).

După forma de proprietate se diferențiază
- întreprinderile aflate în proprietate privată;
- întreprinderile proprietate de stat (sau publică);
- întreprinderile în proprietate de grup cooperatist;
- întreprinderile cu un regim combinat al proprietății.

După natura juridică, legislația țărilor cu economie de piață reglementează următoarele
- întreprinderi individuale;
- societăți comerciale: de persoane și de capitaluri.

După mărime (estimată după numărul de personal, cifra de afaceri, capitalul social)
- întreprinderi mici;
- întreprinderi mijlocii;
- întreprinderi mari.

După gradul de specializare (diversitatea activităților)
- întreprinderi strict specializate (pe un produs sau pe o anumită tehnologie);
- întreprinderi specializate (câteva produse sau tehnologii înrudite);
- întreprinderi generale (nespecializate) cu obiect larg de activitate în mai multe ramuri.

După obiectul de activitate (activitățile realizate, după clasificarea uzuală oficială)
- întreprinderi de producție;
- întreprinderi de comerț;
- întreprinderi de servicii.

După sectorul economic în care poate fi încadrată întreprinderea
- întreprinderi din sectorul primar (agricultură, pescuit, exploatare forestieră, industrie extractivă);
- întreprinderi din sectorul secundar (industrie prelucrătoare);
- întreprinderi din sectorul terțiar (distribuție, bănci, asigurări, transport, formare profesională, servicii pentru populație.

După natrua tehnologiei și seria de fabricație
- întreprinderi care realizează unicate și serii mici;
- întreprinderi care produc în serii mari și foarte mari.

După aria de activitate
- întreprinderi cu arie activitate locală (un oraș sau o zonă din acesta, un sat);
- întreprinderi cu arie activitate regională (o parte din țară, mai multe județe);
- întreprinderi cu arie de activitate națională;
- întreprinderi cu arie de activitate transnațională sau mondială.

## Factori importanți, cu influență asupra mediului antreprenorial
Indiferent de performanțele sale economice, activitatea unei companii se va forma la intersecția între factorii: de natură legislativ-normativă, sociali, financiari, tehnologici, politici și globali. Fiecare factor influențează mediul antreprenorial într-un mod diferit și pot acționa atât în sensul scăderii cât și în sensul creșterii performanțelor sale. Gradul de adaptabilitate și flexibilitate a personalității antreprenorului au un cuvânt greu de spus. Astfel, un antreprenor cu cunoștințe solide în domeniul resurselor umane va da dovadă de tact și diplomație în cazul unei crize de personal. În aceeași măsură un antreprenor care nu se informează despre legislația care îi reglementează activitatea, chiar dacă beneficiază de consiliere juridică, se va afla în imposibilitatea deschiderii și menținerii unui dialog productiv cu statul român sau va obține cu dificultate o finanțare, fie ea prin societăți financiar-bancare, cât și prin instituții europene.
a. Factori de natură legislativ-normativă
Principala trăsătură a acestor factori se referă la caracterul lor extern. Acest tip de factori sunt generați în principal de statul român, de instituțiile sale, și din momentul aderării la Uniunea Europeană și de reglementările ei. Vizează în mod direct legile, actele, ordonanțele de guvern, dispozițiile cu caracter special sau alte proiecte de legi care se referă în mod direct la mediul antreprenorial. Spre deosebire de ceilalți factori, raportul de forțe pentru această situație este inegal. Indiferent de statutul, domeniul de activitate sau de elementele care țin strict de persoana antreprenorului, asupra factorilor menționați societatea comercială nu are putere de decizie în sensul schimbării lor. La nivel individual, fiecare companie trebuie să manifeste un comportament de adaptare și de înțelegere asupra condițiilor pieței pe care activează. Aici, un cuvânt greu de spus îl au organizațiile profesionale. Un astfel de organism, cu un număr mare de membrii, rezultate remarcabile, o anumită conduită și o reprezentanță puternică poate fi un barometru bun pentru statul român și un punct de vedere pe care organele statului îl va consulta în momentul elaborării documentelor legislativ-normative .
Principala lege la care se raportează mediul antreprenorial din România este Legea numărul 31 din 16/11/1990 privind societățile comerciale. Prin această lege se stabilesc formele de constituirea a unei societăți comerciale, precum și obligațiile si drepturile acestora. Din momentul în care mediul anteprenorial din România a trecut de etapa “organizațională” , Statul român a trebuit să elaboreze și alte proiecte de lege. Un astfel de proiect de lege se are drept obiectiv stimularea înființării de întreprinderi.
b. Factorii sociali
Sunt factori cu caracter dual și subiectiv, se întâlnesc atât în mediul extern cât și în mediul intern al întreprinderii. Factorii sociali în raport cu mediul extern înteprinderii sunt reprezentați de furnizori, clienți (posibili și actuali), funcționarii statului, posibilii investitori și partenerii de afaceri. În ceea ce privește factorii sociali interni, cea mai mare pondere o au angajații unei companii.
Relația antreprenor – furnizor/client este bazată pe încredere, pornește de pe poziții egale și în care, fiecare element urmărește păstrarea subunitară a raportului economic: minimum de efort/maximum de efect. De obicei, acest tip de relație este ghidat de cutume comerciale care s-au format de-a lungul timpului. 
Relația antreprenor – intraprenor sau anagajator – angajat este reglementată în primă instanță de Codul Muncii și Drepturile de Proprietate Intelectuală. Deși, la nivel de structură de companie este considerat un raport de subordonare, angajatul este “un consumator” sau “un client” de sarcini duse la îndeplinire, în termenele stabilite și cu rezultate semnificative. Factorul uman are un rol determinant în activitatea unei companii. Așa cum un angajat bun contribuie la bunăstarea și extinderea unei afaceri, un angajat mai puțin competent poate da un sens negativ unor parteneriate de afaceri care până la momentul respectiv se desfășurau în bune condiții.
c. Factori de ordin financiar
Factorii financiari nu introduc numai noțiuni teoretice în privința unor indicatori, ci prin analiza lor oferă informații relevante pe baza cărora se pot face verificări ale situației actuale, evaluări, dar și previziuni pentru o perioadă determinată de timp. O altă noțiune în definirea factorilor de ordin financiar se referă la posibilitatea infuziei cu cash-flow prin: credite, fonduri europene, împrumuturi de la stat și alte modalități. Principalii actori în categoria factorilor de ordin financiar sunt: instituțiile financiar-bancare, Banca Națională a României (BNR), Bursa de Valori București (BVB).
d. Factorii tehnologici
Au în vedere evoluția tehnologică și se regăsesc pe mai multe nivele. Astfel, își fac simțite efectele atât asupra obiectului principal de activitate al firmei, cât și asupra producitvității unei companii. 
e. Factorii politici
Pentru că stau la baza dezvoltării mediului antreprenorial, îi putem numi factori primari. Regimul politic a influențat în mod decisiv apariția sau dezvoltarea mediului antreprenorial într-o anumită țară sau zonă geografică.
f. Factori de ordin global
Tratează cu precădere efectele pe care le au evenimentele din economiile puternice ale lumii, politica statelor care dețin monopol pe o anumită piață, conflictele armate, acordurile privind circulația mărfurilor sau ultimele descoperiri în domeniu. 
Influențe pozitive:
a. Influențele pozitive ale factorilor de natură legislativ-normativă: 
- crearea unui cadru normal de desfășurare a activităților întreprinderilor mici și mijlocii, acordarea de beneficii pentru a stimula extinderea mediului antreprenorial, consultanța gratuită în domeniul juridic și contabil, cursuri de perfecționare, organizarea de evenimente special adresate comunității antreprenoriale, înlesnirea unei comunicări facile cu autoritățile statului român și accesul la fonduri europene.
b. Factorii sociali pot aduce mediului antreprenorial următoarele beneficii: 
- putere creativă și diferențiere în fața concurenților, “fața umană” a unei companii, contracte avanatajoase pe termen lung, pot reprezenta subiecte de negociere în privința obținerii anumitor facilități de la statul român.
c. Factorii de ordin financiar:
- contribuie în mod semnificativ la creșterea lichidităților unei companii, dezvoltarea pe termen lung, bugetul de promovare a produselor/serviciilor oferite și la o îmbunătățire continuă în relația cu clienții, atunci când se referă preponderent la atragerea de fonduri prin diferite modalități. Sunt principalul suport pentru dezvoltarea companiei și un fond bine gestionat crește viteza de rotație a capitalului.
d. Factorii tehnologici:
- îmbracă activitatea antreprenorială și îmbunătățește serviciile oferite, susțin evoluția și competitivitatea mediului antreprenorial.
Influențe negative:
a. Factorii de natură legislativ-normativă: 
- aplicarea legilor constituie unuil dintre cele mai dese motive de dispută între companie și statul român, multe articole de lege suferă lipsa cercetării sau a concordanței dintre nevoile mediului antreprenorial și ceea ce se vor a fi aceste nevoi. Deși au existat inițiative din partea statului pentru simplificarea procedurilor de înființare a unei firme, procesul este încă anevoios.
b. Factorii sociali: 
- sunt cei care reclamă cea mai mare atenție din partea antreprenorilor. Din cauza caracterului subiectiv necesită resurse de motivare, perfecționare continuă și monitorizare. Influențele negative pot fi evitate de antreprenori încă de la început prin planul de afaceri: dacă se proiectează numărul optim de oameni de care firma va avea nevoie, un plan salarial care să nu aibă consecințe negative asupra cash-flow-ului companiei, sarcini bine trasate și evaluare neîntreruptă la un anumit interval de timp. Astfel, pentru o companie care a înregistrat o creștere a numărului de salariați peste media admisă, va fi destul de complicat să-și urmeze planurile de dezvoltare în perioade economice de regres.
Este factorul cel mai sensibil la schimbările mediului antreprenorial și se formează într-un timp îndelungat. De multe ori, cel puțin în cazul companiilor care activează în zona serviciilor, factorul uman este determinant în stabilirea nivelului de calitate pentru produsele oferite.
c. Factorii de ordin financiar: 
- constituie punctul de atracție în mediul antreprenorial. În raport cu legile în vigoare, atrag impozite mai mari, cereri nejustificate de sponsorizări (mai bine: cereri de sponsorizare nejustificate), pretenții salariale. Cererea pentru un credit mai mare decât este capabilă structura financiară a companiei să susțină, va amplifica lipsa de lichididate și nu-și va arăta eficiența.
d. Factori tehnologici: 
- sunt condiționați de pregătirea antreprenorilor, de bugetul alocat, de aceștia pentru modernizare și retehnologizare și de modul cum angajații vor ști să profite de investiția făcută. Sunt factorii cu cel mai înalt grad de perisabilitate, și din acest motiv întâmpină dificultăți din partea antreprenorului asupra luării unei decizii ferme de modernizare a activității.